# Serebreanka (Serebreanka), Rozdolne
Serebreanka (în ucraineană Серебрянка) este localitatea de reședință a comunei Serebreanka din raionul Rozdolne, Republica Autonomă Crimeea, Ucraina.

## Demografie
Componența lingvistică a localității Serebreanka
     Rusă (56,86%)
     Ucraineană (25,8%)
     Tătară crimeeană (14,65%)
     Belarusă (1,14%)
Conform recensământului din 2001, majoritatea populației localității Serebreanka era vorbitoare de rusă (56,86%), existând în minoritate și vorbitori de ucraineană (25,8%), tătară crimeeană (14,65%) și belarusă (1,14%).